# Alexisonfire
Alexisonfire is een post-hardcore band uit St. Catharines, Ontario, Canada,  begonnen in 2001.
De band heeft vijf leden. Ze omschrijven hun muziek als agressief en vol met energie, en een uniek geluid, vooral dankzij de meerdere extreem verschillende zangers. Dallas Green zorgt voor melodie met zijn zachte zang, George Pettit is de tegenpool met zijn explosieve geschreeuw, en met ook nog de punkrockzang van Wade MacNeil vormt dit alles een unieke mix.
De naam wordt uitgesproken als "Alexis On Fire" en niet als "Alex Is On Fire". De bandnaam is een eerbetoon aan de stripper en pornoactrice Alexis Fire, maar dit zorgde voor problemen toen zij hierachter kwam. Ze dreigde met een rechtszaak, maar omdat ze de titel nooit van een handelsmerk voorzien had, kwam er geen rechtszaak.
Begin augustus 2011 raakte bekend dat de band er na 10 jaar mee stopte. Reden hiervoor is dat zowel Dallas Green als Wade MacNeil de band wilden verlaten. Dallas wilde zich volledig concentreren op zijn succesvol solo-project City and Colour terwijl Wade Gallows' frontman Frank Carter verving.
Begin maart 2015 maakte de band bekend op hun Facebookpagina dat ze terug gingen toeren.

## Bandleden
- George Pettit - zanger
- Wade MacNeil - gitaar, zang
- Dallas Green - gitaar, zang
- Chris Steele - bassist
- Jordan Hastings - drummer

## Albums
- Alexisonfire (2002)
- Watch Out! (2004)
- The Switcheroo Series EP (2005)
- Crisis (2006)
- Old Crows/Young Cardinals (2009)
- Dog's Blood EP (2010)